# BeamNG.drive
BeamNG.drive(ビームNG.ドライブ)は、2015年からSteamにて販売されているリアルオープンワールドドライブシミュレーションゲームである。

## 概要
2015年5月30日にSteamとHumble Bundleから早期アクセス版として、Steamでは2,800円、Humble Bundleでは24.99ドル（日本円で約3,550円）で発売された。
非常に現実的な物理エンジンが搭載されており、自動車をゲーム内で破壊したり、レースをしたりと自由度が高く、ユーザーが作成した改造データ（MOD）を導入することができるということも自由度が高い理由の一つである。

## 物理シミュレーション
このゲームの物理シミュレーションはとても正確である。エンジンオイルの温度やクラッチの破損、ブレーキの過熱などの細かい要素まで計算されている。
車両のすべてのコンポーネントは、ノード(マスポイント)とビーム(スプリング)を使用してリアルタイムでシミュレーションをすることにより、他のゲームに比べ非常に現実的な破損表現が再現されており、タイヤからエンジンまで多くのパーツが破壊できる、破壊に特化したマップも用意されており、このゲームの醍醐味は「破壊」であることが言える。
ただ、非現実的な速度での衝突など、物体にあまりにも強い力が加わると物理エンジンがクラッシュすることもある。

## モード

### フリーローム
このモードでは、様々なマップで自由に乗り物を運転することができる。また、特定の地点からレースやバスモード、シナリオなどを開始することもできる。開始できる。

### レース
このゲームには自由に遊べるフリーローム以外にも、MAPのタイムを競うタイムアタックやMAPを自作できるモード、ゲームやストーリーを楽しむことができるシナリオなど様々なモードが存在する。

### シナリオ・キャンペーン
シナリオはミッションのようなもので、レースから物を運ぶものや壊し合うダービーレースなど、様々なものがある。他のユーザーが制作したMODで遊ぶことができる。キャンペーンはストーリーモードと呼ばれるものに近い。

### ガレージ・デカールモード
車を改造したりカスタマイズができるモードで、例えば車を改造して、レーシングカーや、パトカーにすることもできるモード。2023年12月14日にあったV0.31アップデートで試験的にデカールモードが追加され、より簡単に車両のデカールが作成できるようになったが、まだバグや不具合があるため、今後のアップデートでさらに改善していく見込みである。

### バスモード
既存のMAPに点在するあらゆるバス停を回るモード。バスのルートはあらかじめ決められており、そのルートに沿って乗客を運びゴールする。

### キャリアモード
現在アルファ版(未完成)で、キャリアモードを開くと、今までのデータが削除されるため、よく考えてから開く必要がある

### ラリーモード
2024年12月10日にあったV0.34アップデートで試験的にラリーモードが追加されたがまだバグが多いため今後のアップデートでさらに改善していく見込み

## 収録されているもの

### マップ
ゲーム内には既存のMAPが16種ある。森、町、山と様々な物があり、とても広大である。MAPにはシナリオやバスモードの開始地点があり、そこからシナリオやバスモードは始めることができる。MAPには何カ所かワープできる場所がある。

### 車両
ゲーム内には合計628種類の自動車と45種類のトレーラーがあり、バスや大型トラック、軽トラックなどとさまざまな種類の自動車が存在する。また、MODを使用することにより乗り物をより多く使うことができる。

## MOD
MODは他のユーザーが制作した改造データである。MODにはさまざまな物があり、自動車や列車、飛行機などの乗り物から派手なMAP、自動車のスキン、エンジンまであらゆるMODがある。

## VR（バーチャル・リアリティ）
2023年9月20日のv0.30アップデートで試験的にVRデバイスに対応したが、まだバグや問題が多いため、今後さらに改善や改良がされる見込みである。

## 無料版・スマホ版
BeamNG.driveはSteamとHumble Bundle、Epic Games Store以外での販売等はされてはおらず、無料では配布されてはいない。無料版ダウンロードによりコンピューターウイルスに感染する事例が発生しており注意が必要である。スマホ版においてもBeamNG.drive本体自体は販売はしてはない。

## BeamMP
BeamNG.driveをマルチプレイに対応させた、BeamMPモッドチームによって作成された非公式のMOD。BeamMP公式のサーバーが存在するが、ユーザーがサーバーを作成することもでき、存在するサーバーの殆どがユーザーによって作成されたサーバー。車両の位置を1秒間に約100回更新するため、他の車両がスムーズに動く。

## Rigs of rodsとの関係
本作の開発メンバーには、2005年から開発が行われているRigs of rodsの一部の開発メンバーも含まれており、様々な箇所に同作で得られたノウハウが活かされている。